# 小寶蓮燈魚
小寶蓮燈魚為輻鰭魚綱脂鯉目脂鯉亞目脂鯉科的其中一個種。分布於南美洲Maipo、Aconcagua與Huasco河流域，體長可達5.4公分，棲息在底中層水域，生活習性不明。